# 大橋学園高等専修学校
大橋学園高等専修学校（おおはしがくえんこうとうせんしゅうがっこう）は三重県四日市市にかつて存在した私立の専修学校高等課程。

## 概要
学校の歴史は古く、1946年に「塩浜文化服装学院」として創立し、1976年に専修学校認可を受け、高等課程を1987年に設置した。その後、1992年（平成4年）に高等課程が分離独立し、大橋学園高等専修学校と正式に改名してスタートした。
食育と福祉を柱に、人間教育を目指し、三重県で「調理師」、「製菓衛生師」、「普通科高校卒業」資格を3年で取得できた唯一の学校だった。
平成21年度に募集停止し、平成23年度に閉校した。

## 最寄り駅
- 近鉄名古屋線四日市駅より徒歩7分